# Andrzej Wróbel (farmaceuta)
Andrzej Wróbel (ur. 24 września 1952 w Bodzechowie koło Ostrowca Świętokrzyskiego) – polski naukowiec, doktor nauk farmaceutycznych, wykładowca akademicki Akademii Medycznej/Uniwersytetu Medycznego w Lublinie, kieruje Zakładem Historii Nauk Medycznych Wydziału Farmaceutycznego z Oddziałem Analityki Medycznej Uniwersytetu Medycznego w Lublinie

## Biogram
Absolwent Liceum Ogólnokształcącego nr II im. Joachima Chreptowicza w Ostrowcu Świętokrzyskim. Tytuł magistra farmacji uzyskał na Wydziale Farmaceutycznym Akademii Medycznej w Lublinie w 1977 i tam rozpoczął pracę naukową, w 1988 zostając pierwszym na tej uczelni doktorem z historii farmacji.
Od 1982 wykłada historię medycyny i farmacji, od 1995 jako p.o. kierownika, a od 2003 kieruje Zakładem Historii Nauk Medycznych. Wykłada też na Studium Doktoranckim oraz sprawuje opiekę promotorską nad pracami magisterskimi.
W 1997 został redaktorem naczelnym „Pamiętnika Farmaceutycznego Wileńskiego. Mémoires Pharmaceutiques” – czasopisma lubelskiego Wydziału Farmaceutycznego (kontynuatora tradycji najstarszego polskiego pisma farmaceutycznego) oraz współredaktorem, a od 2003 redaktorem odpowiedzialnym „Problemów Nauki, Dydaktyki i Lecznictwa” – czasopisma AM w Lublinie.
Od 2010 członek Komitetu Redakcyjnego (Editorial board) „Archiwum Historii i Filozofii Medycyny” (Archives of the History and Philosophy of Medicine).
Od 2012 członek Komitetu Redakcyjnego (Editorial board) „Current Issues and Medical Sciences” (Formarly Annales UMCS Sectio DDD Pharmacia).
Od 2007 członek Komisji Historii Nauk Medycznych Komitetu Historii Nauki i Techniki PAN.
Od 2013 członek Zespołu ds. Nauczania Historii Medycyny na Wydziałach Lekarskich w Uczelniach Medycznych Rady Naukowej przy Ministrze Zdrowia.
W latach 2003–2007 wiceprzewodniczący Zarządu Głównego Polskiego Towarzystwa Historii Medycyny i Farmacji, od 2004 wiceprzewodniczący Zespołu Sekcji Historii Farmacji Polskiego Towarzystwa Farmaceutycznego. Od 2005 wiceprzewodniczący Rady Programowej Apteki–Muzeum w Lublinie.
Czynny uczestnik szeregu zjazdów, sympozjów i konferencji naukowych, licznych odczytów, prelekcji oraz wieczorów autorskich z zakresu historii farmacji/aptekarstwa i medycyny.
W 2012 był przewodniczącym Komitetu Organizacyjnego oraz członkiem Komitetu Naukowego XXI Sympozjum Historii Farmacji „Farmacja w służbie człowieka i zwierząt”, Kazimierz Dolny, 14–17 czerwca 2012.
Członek Lubelskiej Okręgowej Izby Aptekarskiej z Iº specjalizacji aptecznej (od 2001). W 2004 został wyróżniony Medalem im. mgr. farm. Witolda Łobarzewskiego – najwyższym odznaczeniem Lubelskiej Okręgowej Izby Aptekarskiej, a w 2008 Medalem im. prof. Bronisława Koskowskiego – najwyższym odznaczeniem aptekarskim w Polsce.

## Odznaczenia
- Złoty Krzyż Zasługi (2005),
- Medal Komisji Edukacji Narodowej (2011).

## Dorobek naukowy
Autor ponad 130 publikacji, w tym kilkunastu opracowań książkowych, indywidualnych i zbiorowych, poświęconych dziejom aptekarstwa i zawodów medycznych, głównie Lubelszczyzny, a także historii lubelskiego Wydziału Farmaceutycznego oraz Akademii Medycznej (m.in. 60 lat Wydziału Farmaceutycznego w Lublinie 1945-2005, Lublin 2005, ss. 335).

## Niektóre publikacje książkowe
1. Iracka S., Wróbel A., Obel E., Oni tworzyli farmację, cz. I, Nekropolie Lublina, PTFarm. O/Lublin, 1997, ss. 75,
2. Wróbel A., Organizatorzy i twórcy Wydziału Lekarskiego i Farmaceutycznego UMCS i Akademii Medycznej [w:] Lwowsko-Kresowe korzenie wyższych uczelni Lublina, red. Wł. Stążka, red. techn. A. Wróbel, Towarzystwo Miłośników Lwowa i Kresów Południowo-Wschodnich Oddział w Lublinie, Lublin, 2000, s. 73-190, ss. 244,
3. Wróbel A. (red.), Apteka–Muzeum w Lublinie, Projekt Studio, Lublin 2004, ss. 60,
4. Wróbel A., Radecki K., 60 lat Wydziału Farmaceutycznego w Lublinie 1945-2005, AM Lublin, 2005, ss. 331,
5. Wróbel A., Chomicka A., Mały Wielki Człowiek czyli życie i pasje profesora Edwarda Soczewińskiego, BestPrint, Lublin 2007,
6. Wróbel A., Franaszczuk J. (wsp.), Apteka Rektorska w Zamościu,  Bez recepty, Łódź 2007, ss.112,
7. Wróbel A., Bernaciak M. (wsp.), Apteka Lichtsona w Kazimierzu Dolnym, Bez recepty, Łódź 2007, ss.120,
8. Wróbel A., Kotulska J., Pitagoras z Waksmunda, wyd. 1, AM Lublin, 2001, ss. 176 oraz wyd. 2 uzup., Wydawnictwo Uniwersytetu Medycznego w Lublinie, Lublin 2010, ss. 199.

- Z okazji Jubileuszu 50-lecia Akademii Medycznej w Lublinie ukazały się  3 monografie wydane przez Zakład Historii Nauk Medycznych. Są to:
  - Wróbel A., Obel. E, Herbet M., Konstankiewicz A., Doktoraty i habilitacje. Dysertacje doktorskie  i habilitacyjne wykonane na Wydziałach Lekarskim i Farmaceutycznym UMCS i Akademii Medycznej w Lublinie, red. A. Wróbel, AM Lublin, 2000, ss.488.
  - Wróbel A. Obel E., Prost E. K., Doktoraty honoris causa. Godności doktora honoris causa otrzymane przez pracowników AM w Lublinie w innych uczelniach, red. A. Wróbel, AM Lublin, 2000, ss. 85.
  - Wróbel A., Herbet M., Konstankiewicz A.,  Lwów – medycyna – Lublin. Naukowe medyczno-farmaceutyczne lwowsko-kresowe związki z Lublinem i Lubelszczyzną, red. A. Wróbel, AM Lublin, 2000, ss. 84.